# 충북도립대학교
충북도립대학교(忠北道立大學校, Chungbuk Provincial University)은 충청북도 옥천군과 청주시에 캠퍼스가 소재한 공립 대학이다. 농촌 지역의 고등교육기회를 확대하고 도내 첨단산업단지와 지방공단에 전문기술 인력을 공급하기 위해 설립되었다.

## 연혁
- 1997년 11월: 대학 설립인가
- 1998년 3월: 도립 옥천전문대학 개교
- 2000년 5월: 충북과학대학으로 교명 변경
- 2003년 1월: 산학연 컨소시엄 센터 개소
- 2007년 2월: 학생생활관 준공(5층, 연건평 208평)
- 2008년 11월: 충북도립대학으로 교명 변경
- 2015년 3월: 바이오생명의약과 오송캠퍼스로 이전
- 2015년 : 교육부 대학구조개혁평가 결과 D등급[2]
- 2017년 : 교육부 대학구조개혁평가 2차년도 이행점검 결과 재정지원제한 일부 해제[3]
- 2018년 8월: 교육부 전문대학 기본역량진단 자율개선대학 선정
- 2018년 5월: 충북도립대학 개교 20주년
- 2019년 1월: 충북도립대학교로 교명 변경

## 같이 보기
- 대한민국의 국립 대학 목록
- 대한민국의 대학 목록
- 대한민국의 교육